# Čelčice (przystanek kolejowy)
Čelčice – przystanek kolejowy w Čelčicach, w kraju ołomunieckim, w Czechach. Znajduje się na wysokości 215 m n.p.m..
Jest zarządzany przez Správę železnic. Na przystanku nie ma możliwości zakupu biletów, a obsługa podróżnych odbywa się w pociągu. 

## Linie kolejowe
- 301 Nezamyslice – Olomouc